# サビだけ.com
サビだけ.com（さびだけどっとこむ）は2005年から2006年にかけて開催されたスターダストプロモーション、オリコン共催の楽曲オーディション。

応募者はブログ上に自身の楽曲をアップロードして、審査員が視聴する。各エントリー曲は一般に公開され、応募者ブログの閲覧者からの評価も審査の対象となった。

## エピソード
- エントリー楽曲は総数で1000曲を超えたが、一人あたりの応募曲数に制限はなく、100曲近くの作品をエントリーする応募者もいた。
- ブログを利用したオーディションは画期的とされたが、その性質上、「荒らし」に遭うなど、進行が難航する事態も発生した。
- 同企画は第2回、3回と開催されたが、応募数が減少し、オーディション通過「該当者なし」という形で終了している。
- 後に坂本龍一が手がけることになるコトリンゴがエントリーしており、一次選考を通過していた。